# Massive Chalice
 (novembre 2019).
Si vous disposez d'ouvrages ou d'articles de référence ou si vous connaissez des sites web de qualité traitant du thème abordé ici, merci de compléter l'article en donnant les références utiles à sa vérifiabilité et en les liant à la section « Notes et références ».
Massive Chalice est un jeu vidéo de stratégie au tour par tour développé et édité par Double Fine Productions, sorti en 2015 sur Windows, Mac OS, Linux et Xbox One.

## Développement
Le jeu a été financé sur Kickstarter sur lequel il a reçu 1 229 015 $ de 20 286 contributeurs (pour une demande de 725 000 $).